# 王秋蟾
王秋蟾（1912年—？），本名伴，為臺灣日治時期的一名女性詩人。

## 生平
王秋蟾於十二歲時進入臺灣織布株式會社擔任女紅，並選擇於閒暇之時前往私塾學習漢文及漢詩寫作。曾參加台南珊社的活動，自許成為詩人。後於1935年與謝景雲相識、相戀，並於1939年結為連理。婚後王氏作品漸無，其作品見於黃洪炎編《瀛海詩集》。